# Sunay Erdem

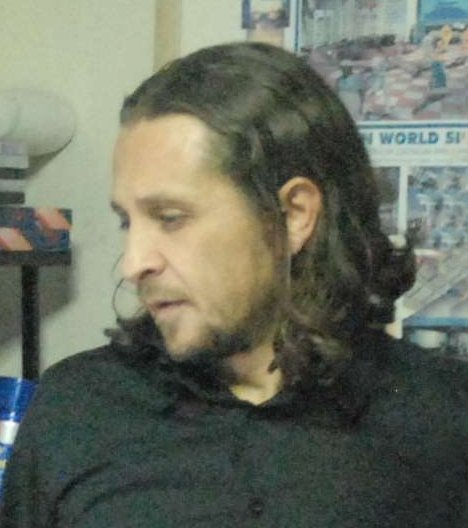
Sunay Erdem

Sunay Erdem (* 17. März 1971 in Schumen, Bulgarien) ist ein türkischer Landschaftsarchitekt und Architekt.

## Leben
Erdem wurde 1971 in Bulgarien geboren und wanderte 1989 in die Türkei aus. 1995 erwarb er einen Bachelor in Landschaftsarchitektur an der Universität Ankara. 1998 gründete er gemeinsam mit seinem Bruder Günay Erdem ein Architekturbüro. Inzwischen besitzt das Büro Filialen in Ankara, Istanbul und New York.

## Auszeichnungen
Erdem entwarf städtebauliche Projekte in mehr als 40 Ländern. Er gewann den türkischen Architekturpreis in der Kategorie „Präsentation der Ideen“ (2010). Er gewann außerdem den türkischen Landschaftsarchitekturpreis in den Jahren 2009, 2010 und 2013, der von der Landschaftsarchitektenkammer der Türkei vergeben wird.